# علاج بالتنويم الإيحائي

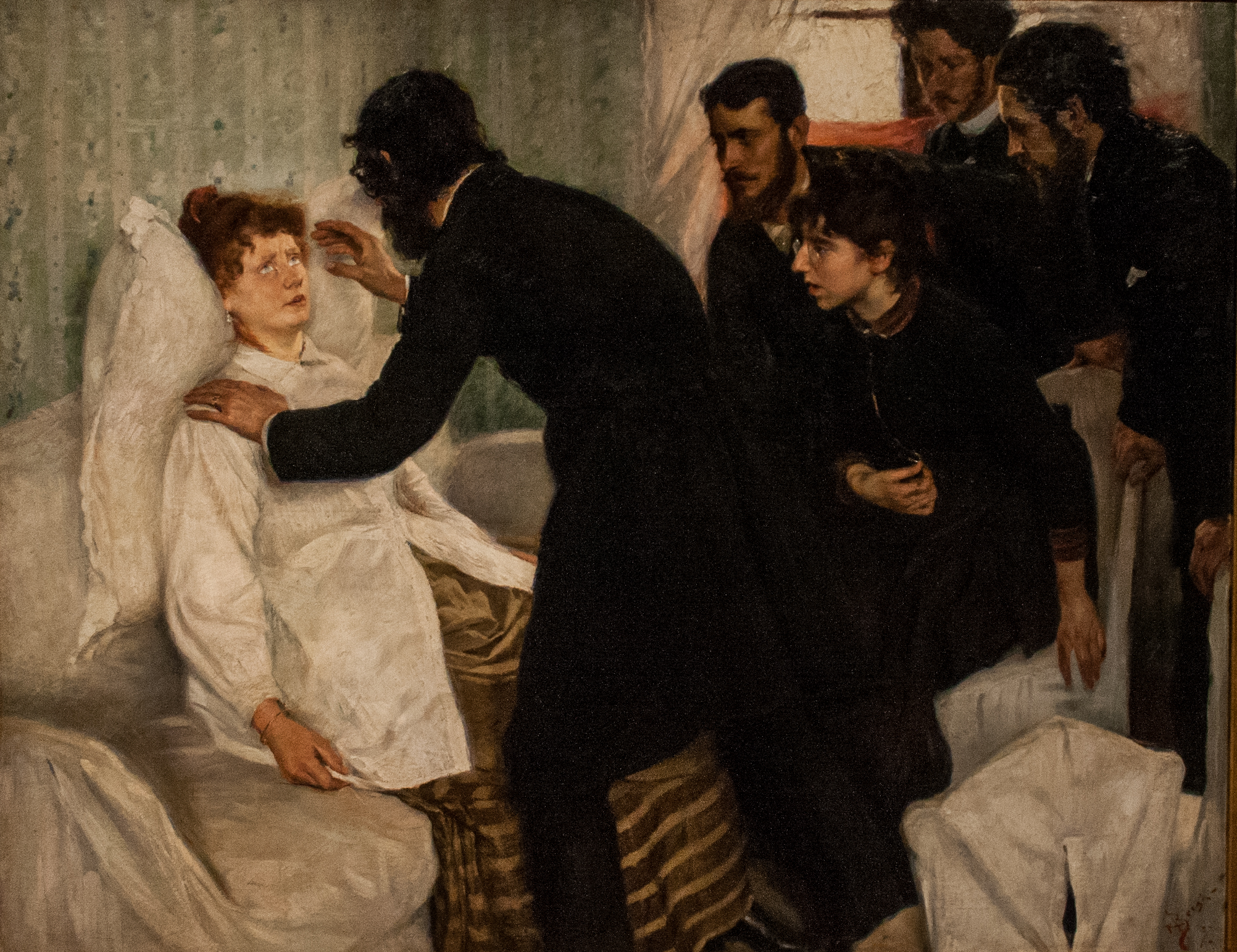

العلاج بالتنويم الإيحائي أو العلاج بالتنويم المغناطيسي أو العلاج الإيحائي (بالإنجليزية: Hypnotherapy)‏ هو شكل من أشكال العلاج النفسي يستخدم لإحداث تغيير في العقل الباطن للمريض في شكل ردود وأفكار ومواقف وسلوكيات أو مشاعر جديدة، ويتم من خلال التنويم المغناطيسي.
يُظهر الشخص الخاضع لتأثير التنويم بعض خصائص السلوك غير العادية بالمقارنة مع الأشخاص في الحالة العادية (غير الخاضعة للتنويم)، ومن أوضح هذه الخصائص قابلية الإيحاء والاستجابة.

## تعريف التنويم الإيحائي
في عام 1973، كتب الدكتور جون كاباس (John Kappas) مؤسس معهد دافع التنويم المغناطيسي عن مهنة التنويم الإيحائي وعرفها في القاموس الفدرالي للعناوين المهنية (Federal Dictionary of Occupational Titles) بأنها:
خلق أو تحفيز أو حث حالة من التنويم في العميل (المريض) لزيادة الحافز أو تغيير أنماط السلوك: ويحدد المعالج والعميل طبيعة المشكلة، كما يُعد المعالج العميل للدخول في حالة التنويم من خلال شرح كيفة عمل التنويم المغناطيسي وما الذي سوف يواجهه العميل أو يشعر به، كما يختبر المعالج العميل لتحديد درجة الإيحاء الجسدي والعاطفي، كما يحث حالة التنويم في العميل، وذلك باستخدام أساليب وتقنيات التنويم المغناطيسي المخصصة التي تقوم على تفسير نتائج الاختبار، وتحليل مشكلة العميل، وقد يدرب العميل على تكييف التنويم المغناطيسي الذاتي.

### العلاج الإيحائي التقليدي
يتميز شكل العلاج بالتنويم المغناطيسي الذي تمارسه معظم المعالجين بتوظيف الاقتراح المباشر لإزالة الأعراض، مع استخدام بعض من العلاج الاسترخائي وأحيانا التبغيض تجاه الكحول والمخدرات، وما إلى ذلك.

### العلاج الايحائي الاريكسوني
في عقد 1950، طور ميلتون إريكسون (Milton H. Erickson) نهجا مختلف بصورة جذرية من التنويم المغناطيسي، والذي أصبح لاحقا يعرف باسم «العلاج بالتنويم المغناطيسي الاريكسوني» أو «العلاج بالتنويم المغناطيسي النيو-اريكسوني» وقدم إريكسون استخدام نهج التخاطب العامي مع العديد من العملاء وكذلك أنماط لغوية معقدة، واستراتيجيات علاجية، وهذا الاختلاف عن التعلاج الايحائي التقليدي أدى إلي طعن بعض زملاء اريكسون (مثل أندريه Andre Weitzenhoffer) في ما إذا كان إريكسون محقا في تسمية نهجه «بالتنويم».
اتخذ مؤسس البرمجة اللغوية العصبية منهجية مماثلة في بعض ما يخص التنويم المغناطيسي، مدعيا أنه على غرار أعمال إريكسون بشكل واسع وانها تم استيعابها في نهجه.

### العلاج بالتنويم المغناطيسي السلوكي المعرفي
العلاج بالتنويم المغناطيسي السلوكي المعرفي (Cognitive behavioural hypnotherapy) هو علاج نفسي متكامل يوظف التنويم المغناطيسي السريري والعلاج السلوكي المعرفي، حيث أن استخدام العلاج المعرفي السلوكي بالتزامن مع العلاج بالتنويم المغناطيسي يمكن أن يؤدي إلى زيادة فعالية العلاج، وقد كشف تحليل تلوي من ثمانية بحوث مختلفة «تحسنا أكبر نسبة 70٪» للمرضى الذين يخضعون للعلاج المتكامل عن أولئك الذين يستخدمون العلاج المعرفي السلوكي فقط.
في عام 1974، نشر ثيودور باربر (Theodore Barber) وزملاؤه مراجعة مهمة لأبحاث تشير إلي أن التنويم المغناطيسي يفضل فهمه على أنه ليس ك «حالة خاصة» ولكن نتيجة المتغيرات النفسية العادية، مثل الخيال النشط، التوقع، والمواقف المناسبة، والتحفيز. وقدم باربر مصطلح «المعرفي السلوكي»، وناقش تطبيقه على العلاج السلوكي.
مهد التطبيق المتزايد من النظريات والمفاهيم النفسية والمعرفية والسلوكية لشرح التنويم المغناطيسي الطريق لاندماج أفضل للعلاج بالتنويم المغناطيسي مع مختلف العلاجات المعرفية والسلوكية. ومع ذلك، فقد كانت العديد من العلاجات المعرفية والسلوكية أصلا متأثرة بتقنيات العلاج بالتنويم المغناطيسي القديمة، على سبيل المثال، قلة الحساسية المنهجية لجوزيف وولب، والتي تعد التقنية الاساسية في العلاج السلوكي المبكر، وكان يسمى في الأصل «قلة الحساسية الايحائية» والمستمدة من التنويم المغناطيسي.

### العلاج بالتنويم المغناطيسي العلاجي
العلاج بالتنويم المغناطيسي العلاجي (Curative hypnotherapy) هو طريقة العمل البحتة مع العقل الباطن لفهم وتصحيح تفاصيل محددة لعبت دورا في النشأة الأولية للأعراض، ويعتمد تطبيقه بشكل كبير على التساؤل النوعي للعقل الباطن واستخدام ظاهرة إيديوموتور للتعرف على تجارب الحياة الدقيقة والفريدة من نوعها والتي أدت بدورها إلى التسبب في الأعراض في مرحلة لاحقة.
يعتبر وليام بنيامين نجار (William Benjamin Carpenter) الطبيب والفيزيولوجي الإنجليزي أول من استخدم مصطلح «الاستجابة الحركية الفكرية» (ideo-motor response) في عقد 1840 بعد أن أدرك أن هذه الحركات قد وقعت خارج الإدراك الواعي للشخص.
حجبت أعمال بيير جانيت (Pierre Janet) عموما من القبول الدولي للإطار النظري الواسع لعمل العقل اللاواعي من قبل سيغموند فرويد، ومع ذلك فقد كان باحث دقيق قدم عدد من المساهمات المهمة في العلاج بالتنويم المغناطيسي.
وجدت جانيت أنه إذا كان المريض الهستيري يصرف بما فيه الكفاية من قبل شخص آخر إشراك المريض في محادثة ثم انه يمكن ان تهمس الأسئلة التي تمت الإجابة عليها من قبل جزء من العقل المسؤول عن الهستيريا عبر الكتابة التلقائية. وهكذا فهمه لضرورة إلهاء وإدراكا من أجل الحصول على معلومات اللاشعور عبر الاستجابة IDEO-موتور واضح.
صاغ جانيت مصطلح «اللاوعي» لوصف هذا الجزء من العقل. وبين أن أعراض هستيرية أو نفسية يمكن علاجها عن طريق الحصول على فهم مختلف المعلومات اللاوعي. كانت جانيت واحدة من أوائل الناس الذين لإجراء اتصال بين الخبرات السابقة للشخص والمصاعب التي تواجهها في الوقت الحاضر، وكان أول لاستكشاف فكرة أن «العبث» الأحداث (بدلا من تلك الصدمة) يمكن أن يسبب مشاكل خطيرة.
ويعتبر ديفيد الخد (1912-1996) من قبل العديد كحرف المهم في توفير الأدوات التي أدت في النهاية إلى تشكيل المزيد من التطبيقات التحليلية من التنويم المغناطيسي، على عكس العلاج القائم على اقتراح أكثر شيوعا.
يسر ديفيد (1928-2001) كان المنشئ ما نحن اليوم نفهمه من مصطلح المعالجة بالتنويم المغناطيسي. وكان هو الذي شهد لأول مرة إمكانية إيجاد أسباب أعراض الناس باستخدام مزيج من التنويم المغناطيسي، ومعدل وفيات الرضع وطريقة الاستجواب محدد إلى أنه بدأ استكشاف. بدلا من محاولة لتجاوز معلومات اللاوعي كما جانيت قد فعلت، أدرك necessity- وضعت في العمليات، لتصحيح المعلومات الخاطئة. أدى فهم أقل من أن logicality والبساطة من اللاوعي إلى إنشاء معاملة منهجية المستخدمة اليوم وأنه هو عمله الإبداعي والتفاهم التي تدعم العلاج وهو السبب في أن مصطلح "Lesserian " وقد صاغ علامة تجارية. مع استمرار فهم طريقة عمل العقل الباطن في التطور، يستمر تطبيق العلاج للتغيير. وكانت التغييرات الأكثر تأثيرا ثلاثة في استجواب خاص (1992) للحصول على معلومات أكثر دقة اللاوعي. نظام السبب الباطن / تأثير رسم الخرائط (SRBC) (1996) لتبسيط عملية العلاج بالتنويم المغناطيسي العلاجية. و «معايير يبيريا» (2003) لتكون قادرة على التفريق أسهل بين السببية والمناسبات الزناد والمساعدة على استهداف أكثر دقة البيانات الخاطئة والتي تتطلب إعادة تفسير.